# Kim Nowak-Zorde
Kim Nowak-Zorde (født 1975 i København) er en autodidakt guitarist, kapelmester og sangskriver.
Han begyndte at spille guitar som 15-årig og har løbende dannet bands og sideløbende skrevet sange. Han udkom i 2008 med eget projekt på Discowax/Warner under navnet Fumble sammen med Mads Brink Laursen (bassist og producer) og Sebastian Mesterton (pianist og producer).
Kim Nowak-Zorde er bl.a. kendt som  kapelmester i DR's X Factor fra 2008 til 2024, og har været overordnet musikansvarlig på formater som X Factor, Her er dit liv (DR1), Popstars TV3 2016, Alle Tiders Juleshow (TV2), Året der gik (DR1), LIVE (DR1), Mentor (DR1), Stjerneklar (Starstruck (DR1), Nytårsfesten (TV2) m.fl.
Kim Nowak-Zorde har skrevet sange for artister som Exo (Korea), Mohamed Ali, Martin (X-Factor winner). Andre sangskriver-credits tæller Ella Eyre, Askling, de koreanske superstjerner SHINee, Gabrielle Aplin, Clara Mae, Askjell (Sigrid, Aurora), Mark Blackwell (Louis Thomlinson, Wiz Kalifa) og mange flere. Som sangskriver har Kim de seneste år skrevet mere end 50 børnesange; særligt til en af Danmarks mest kendte børnebrands, Rasmus Klump.
Han er sangskriver på bl.a. Sanne Salomonsen's kæmpe hit Taxa, Basims "Cliche Love Song", der vandt det danske MGP i 2014 samt Christopher's "Nothing In Common".